# Comme un frère
 (août 2025).
Motif : Absence de sources depuis 2017
- Archive Wikiwix
- Bing
- Cairn
- DuckDuckGo
- E. Universalis
- Gallica
- Google
- G. Books
- G. News
- G. Scholar
- Persée
- Qwant
- (zh) Baidu
- (ru) Yandex
- (wd) trouver des œuvres sur Wikidata

| 1. | Préciser le motif de la pose du bandeau. | Précisez le motif de la pose du bandeau en utilisant la syntaxe suivante : {{admissibilité à vérifier\|date=août 2025\|motif=remplacez ce texte par le motif}}                      |
| 2. | Informer les utilisateurs concernés.     | Pensez à avertir le créateur de l'article, par exemple, en insérant le code ci-dessous sur sa page de discussion : {{subst:avertissement admissibilité à vérifier\|Comme un frère}} |

 (avril 2017).
Si vous disposez d'ouvrages ou d'articles de référence ou si vous connaissez des sites web de qualité traitant du thème abordé ici, merci de compléter l'article en donnant les références utiles à sa vérifiabilité et en les liant à la section « Notes et références ».
Comme un frère est un roman de Françoise Bourdin publié en 1997.

## Résumé
Dans une auberge du Jura, le vieux Sixte dit que vers 1960, Fortunat et sa femme ont péri brûlés dans leur ferme mais Nathan, un titan de vingt ans, a sauvé ses frères Joachim, cinq ans et Justin, l'idiot. Nathan fait reconstruire un bâtiment de la ferme et élève des chevaux de sang. Il paye une veuve pour entretenir la maison et élève son frère Joa (Joachim). À trente-trois ans, il épouse Suzanne, fille de Sixte, qui vient habiter chez lui. Cependant, il dort toujours avec Joa qui devient cavalier émérite et a appris à vendre les chevaux. Suzanne accouche d'une fille nommée Juliette. Joa s'éprend de Marie qui courtise Nathan et celui-ci, un jour, lui fait l'amour. Nathan le dit à Joa ; Joa persiste dans ses sentiments et demande à Nathan de lui « offrir » Marie. Nathan expose les conditions à Marie qui accepte. Joa se tue à cheval. Nathan tue les chevaux, Justin l'idiot et se suicide avec Joachim mort dans les bras.